# 和歌山市民球場
和歌山市民球場（わかやましみんきゅうじょう）は、和歌山県和歌山市にある野球場。
現在は硬式野球には使われず、軟式野球・ソフトボールのみに使われている。

## 周辺施設
- 和歌山東公園
- 和歌山東公園体育館
- 和歌山市斎場

## 交通
- 和歌山電鐵貴志川線 神前駅から徒歩約10分
- 西日本旅客鉄道和歌山駅から車で約10分